# Classificação de locomotivas

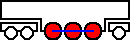
Arranjo 2C1 (UIC)

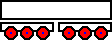
Arranjo Co'Co' (UIC)

A classificação, notação ou codificação – existem as três expressões para fazer referência ao assunto do presente artigo – de uma locomotiva faz-se basicamente de acordo com a disposição de seus rodeiros ou eixos. Assim se agrupa uma locomotiva dando-lhe sucessivamente, da frente para trás, as quantidades de rodeiros agrupados por truque ou junção no estrado, distinguindo-se entre rodeiros guia, rodeiros de tração e rodeiros de suporte.
As quantidades de rodas ou rodeiros guia e de suporte, dependendo do sistema adotado, são sempre indicados em forma de números, enquanto as quantidade de rodas ou rodeiros de tração, sempre segundo o respectivo sistema, podem ser em forma de números ou de letras maiúsculas. A classificação mais usada hoje é a padronizada como "Classificação UIC" (União Internacional dos Caminhos de Ferro) porque essa ainda permite distinguir entre rodeiros de tração acoplados (por bielas ou engrenagens) ou independentes: B, por exemplo, designa um truque de 2 rodeiros tracionados por um ou mais motores acoplados, enquanto Bo designa um truque de 2 rodeiros tracionados de forma independente (tendo, por exemplo, cada um o seu próprio motor).
No sistema UIC, uma apóstrofe indica um truque (exemplos: 2' no caso de um truque guia ou de apoio; Bo' ou B' para um truque tracionado); um traço (-) ou um sinal de adição (+) entre um grupo de eixos indica a forma de uma ligação rígida entre eles: Bo'-Bo' ou Bo'+Bo' descreve o modo de ligação entre os conjuntos de eixos ou truques.
É o sistema UIC que se generalizou nas maiores partes da Europa para se classificar as locomotivas a vapor, e quase mundialmente para fazer referência às elétricas e térmicas.

## As locomotivas a vapor

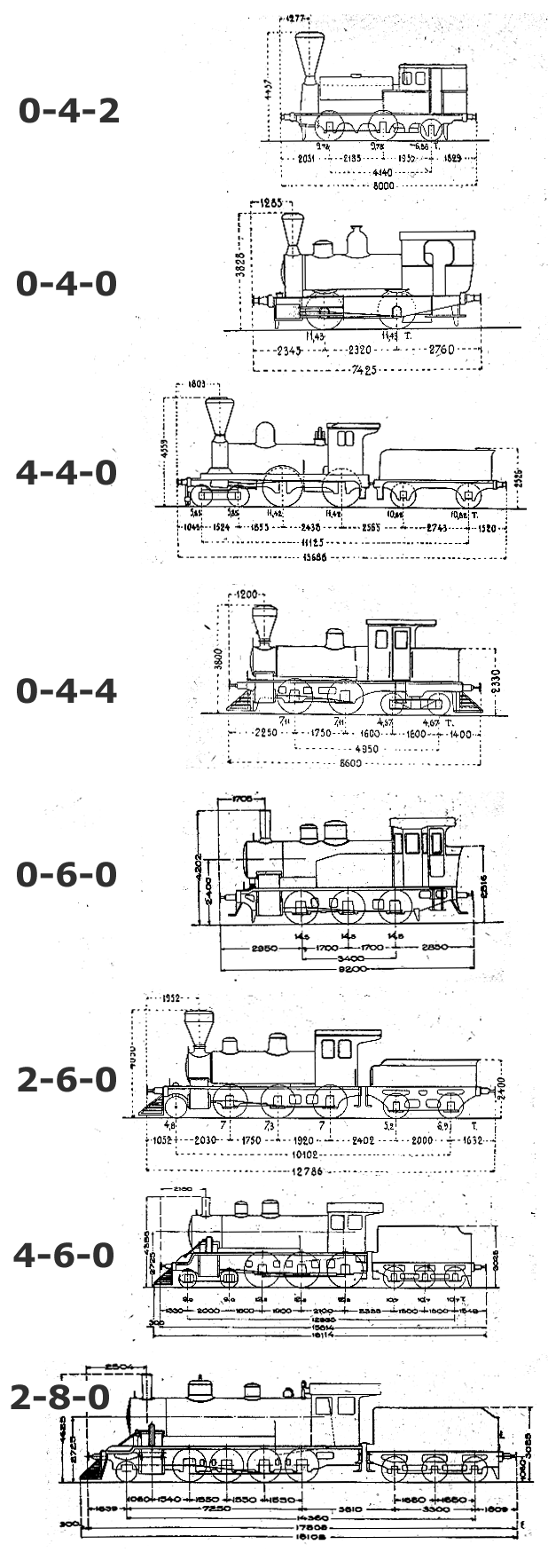
Algumas locomotivas a vapor pela classificação Whyte

Na coluna "Disposição", os rodeiros são apresentados da esquerda à direita, começando pela frente da locomotiva: cada o representa um eixo guia ou de suporte, O um eixo motor.
A classificação anglo-saxônica, conhecida por "classificação Whyte", ou "anotação de Whyte", é certamente a mais conhecida dos leitores e leitoras do Brasil, enquanto leitores e leitoras de Portugal já conhecerão com mais probabilidade a classificação UIC e/ou a francesa. A classificação Whyte é utilizada em todos os países anglo-saxônicos, hispânicos e em todo continente americano. É a única classificação que não se baseia na contagem dos eixos mas na das rodas de uma locomotiva. Ou seja, o sistema da classificação Whyte é simplesmente o francês ou o UIC multiplicado vezes 2. Cada número de rodeiro é separado por um traço. Para as loco-tender se acrescenta a letra "T" para "Tank" aos números, e de acordo com o tipo de aplicações especiais, atribuem-se-lhes ainda as letras "P" para "Pannier", "S" para "Saddle" e "W" para "Well" ao "T"; para as locos de cremalheira junta-se a letra "R" para "Rack", e para as famosas locos da serra entre Paranapiacaba e Piaçaguera, SP, usa-se a sigla "LB" para "Loco Break"; ou para "Loco-Breque". Essas se tornaram famosas foi no Brasil.
Semelhante à classificação Whyte é a francesa. Basicamente, é só dividir os números Whyte por dois para converter os rodeiros em eixos e omitir os traços. Para as locomotivas simples, todo número de classe se compõe de três algarismos: o primeiro algarismo representa a quantidade de eixos guia, o segundo a de eixos de tração e o terceiro a de eixos de suporte. As locomotivas duplex são classificadas por números de quatro algarismos: o primeiro para os eixos guia, o segundo para o primeiro conjunto de eixos de tração, o terceiro para o segundo conjunto de eixos de tração, e o quarto para os eixos de apoio. Para as loco-tender acrescenta-se a letra "T" ao número.
A classificação UIC, por suas origens também conhecida por "classificação alemã" e "classificação italiana", formou-se diretamente a partir da classificação utilizada, para as locomotivas o vapor na Alemanha, Itália, partes da Iugoslávia e boas partes do leste europeu. Uma locomotiva com um chassi só é designada por um número de três 3 cifras. Nessa classificação, um número indica a quantidade de eixos guia, uma letra maiúscula a quantidade de eixos de tração e um outro número a quantidade de eixos de apoio. A ausência de eixos guia e/ou de suporte se manifesta através da ausência dos respectivos números. Não há zeros! Por exemplo, uma 0-10-0 (Whyte) / 050 (francesa) é classificada como E, jamais como 0E0! E não há indicativos se se trata de uma loco-tender ou não. Embora o resto já fosse dito no começo desta matéria e/ou ainda possa ser consultado aqui, vale um breve resumo:

- Número: rodeiros sem tração
- Letra maiúscula: rodeiros com tração conjunta
- Letra maiúscula: seguida de "o": rodeiros com tração individual em cada um
- Sem apóstrofe: indicação dos rodeiros estarem montados no estrado
- Com apóstrofe: indicação dos rodeiros estarem montados em um truque
- Parênteses: indicação de se tratar de uma locomotiva de articulação simples
- Sinal de adição: indicação de se tratar de uma locomotiva de articulação composta

Na tabela abaixo, as apóstrofes serão omitidas para simplificar a visualização.
As classificações turca e suíça, geralmente menos conhecidas, são tão antigas como são rudimentares. Basicamente, compõe-se de dois números. O primeiro número soma os eixos de tração, o segundo número soma o total dos eixos de uma locomotiva.
A classificação turca, aparentemente a mais antiga no mundo, trabalha com números de dois, três e quatro algarismos. O número é de dois algarismos quando o total de eixos não passa de nove, de três algarismos quando o número de eixos de tração se expressa em um algarismo mas o total dos eixos em dois, e de quatro algarismos quando tanto a quantidade de eixos motores como o total dos eixos são de dez ou mais. Para as locomotivas duplex, engrenadas e articuladas, há anotações que não aparecem nas numerações de classe das locomotivas mas que especificam as disposições de seus eixos um pouco mais detalhado.
O sistema suíço de classificação revela-se a já mencionada simplificação do turco. O número indicador de eixos de tração e o do total de eixos são separados por uma barra ("/"). Assim, em nenhum dos dois lados da barra o número jamais passará de dois algarismos e a visualização dos rodeiros já fica facilitada. As locomotivas-tender são marcadas, como nas classificações Whyte e francesa, por um "T" atrás de seus números de classificação. Uma 0-10-0T (Whyte) ou 050T (francesa) por exemplo, classificada E pelo sistema da UIC e 55 pelo turco, torna-se uma 5/5T no sistema suíço. Apesar do sistema suíço diferenciar claramente entre as locomotivas simples e as não simples, não faz nenhuma diferença entre locomotivas duplex, engrenadas e articuladas.

## Tabela das locomotivas a vapor
|                                                                     |             |             |           |         |                 |                |  |  |  |  |
| Locomotivas Simples                                                 |             |             |           |         |                 |                |  |  |  |  |
|                                                                     |             |             |           |         |                 |                |  |  |  |  |
| O-o                                                                 | 0-2-2       | 011         | A1        | A1      | 1/2             |                |  |  |  |  |
| OO                                                                  | 0-4-0       | 020         | B         | B       | 2/2             | Four-Wheeler   |  |  |  |  |
| OOo                                                                 | 0-4-2       | 021         | B1        | B1      | 2/3             |                |  |  |  |  |
| OOoo                                                                | 0-4-4       | 022         | B2        | B2      | 2/4             |                |  |  |  |  |
| OOooo                                                               | 0-4-6       | 023         | B3        | B3      | 2/5             |                |  |  |  |  |
| OOO                                                                 | 0-6-0       | 030         | C         | C       | 3/3             | Six-Wheeler    |  |  |  |  |
| OOOo                                                                | 0-6-2       | 031         | C1        | C1      | 3/4             |                |  |  |  |  |
| OOOoo                                                               | 0-6-4       | 032         | C2        | C2      | 3/5             |                |  |  |  |  |
| OOOO                                                                | 0-8-0       | 040         | D         | D       | 4/4             | Eight-Wheeler  |  |  |  |  |
| OOOOo                                                               | 0-8-2       | 041         | D1        | D1      | 4/5             |                |  |  |  |  |
| OOOOoo                                                              | 0-8-4       | 042         | D2        | D2      | 4/6             |                |  |  |  |  |
| OOOOO                                                               | 0-10-0      | 050         | E         | E       | 5/5             |                |  |  |  |  |
| OOOOOo                                                              | 0-10-2      | 051         | E1        | E1      | 5/6             |                |  |  |  |  |
| OOOOOO                                                              | 0-12-0      | 060         | F         | F       | 6/6             |                |  |  |  |  |
| o-O                                                                 | 2-2-0       | 110         | 1A        | 1A      | 1/2             |                |  |  |  |  |
| oOo                                                                 | 2-2-2       | 111         | 1A1       | 1A1     | 1/3             |                |  |  |  |  |
| oOoo                                                                | 2-2-4       | 112         | 1A2       | 1A2     | 1/4             |                |  |  |  |  |
| oOO                                                                 | 2-4-0       | 120         | 1B        | 1B      | 2/3             |                |  |  |  |  |
| oOOo                                                                | 2-4-2       | 121         | 1B1       | 1B1     | 2/4             | Columbia       |  |  |  |  |
| oOOoo                                                               | 2-4-4       | 122         | 1B2       | 1B2     | 2/5             |                |  |  |  |  |
| oOOooo                                                              | 2-4-6       | 123         | 1B3       | 1B3     | 2/6             |                |  |  |  |  |
| oOOO                                                                | 2-6-0       | 130         | 1C        | 1C      | 3/4             | Mogul          |  |  |  |  |
| oOOOo                                                               | 2-6-2       | 131         | 1C1       | 1C1     | 3/5             | Prairie        |  |  |  |  |
| oOOOoo                                                              | 2-6-4       | 132         | 1C2       | 1C2     | 3/6             | Adriatic       |  |  |  |  |
| oOOOooo                                                             | 2-6-6       | 133         | 1C3       | 1C3     | 3/7             |                |  |  |  |  |
| oOOOO                                                               | 2-8-0       | 140         | 1D        | 1D      | 4/5             | Consolidation  |  |  |  |  |
| oOOOOo                                                              | 2-8-2       | 141         | 1D1       | 1D1     | 4/6             | Mikado         |  |  |  |  |
| oOOOOoo                                                             | 2-8-4       | 142         | 1D2       | 1D2     | 4/7             | Berkshire      |  |  |  |  |
| oOOOOooo                                                            | 2-8-6       | 143         | 1D3       | 1D3     | 4/8             |                |  |  |  |  |
| oOOOOO                                                              | 2-10-0      | 150         | 1E        | 1E      | 5/6             | Decapod        |  |  |  |  |
| oOOOOOo                                                             | 2-10-2      | 151         | 1E1       | 1E1     | 5/7             | Santa Fé       |  |  |  |  |
| oOOOOOoo                                                            | 2-10-4      | 152         | 1E2       | 1E2     | 5/8             | Texas          |  |  |  |  |
| oOOOOOO                                                             | 2-12-0      | 160         | 1F        | 1F      | 6/7             |                |  |  |  |  |
| oOOOOOOo                                                            | 2-12-2      | 161         | 1F1       | 1F1     | 6/8             | Javanic        |  |  |  |  |
| oOOOOOOoo                                                           | 2-12-4      | 162         | 1F2       | 1F2     | 6/9             |                |  |  |  |  |
| ooO                                                                 | 4-2-0       | 210         | 2A        | 2A      | 1/3             |                |  |  |  |  |
| ooOo                                                                | 4-2-2       | 211         | 2A1       | 2A1     | 1/4             |                |  |  |  |  |
| ooOoo                                                               | 4-2-4       | 212         | 2A2       | 2A2     | 1/5             |                |  |  |  |  |
| ooOO                                                                | 4-4-0       | 220         | 2B        | 2B      | 2/4             | American       |  |  |  |  |
| ooOOo                                                               | 4-4-2       | 221         | 2B1       | 2B1     | 2/5             | Atlantic       |  |  |  |  |
| ooOOoo                                                              | 4-4-4       | 222         | 2B2       | 2B2     | 2/6             |                |  |  |  |  |
| ooOOooo                                                             | 4-4-6       | 223         | 2B3       | 2B3     | 2/7             |                |  |  |  |  |
| ooOOO                                                               | 4-6-0       | 230         | 2C        | 2C      | 3/5             | Ten-Wheeler    |  |  |  |  |
| ooOOOo                                                              | 4-6-2       | 231         | 2C1       | 2C1     | 3/6             | Pacific        |  |  |  |  |
| ooOOOoo                                                             | 4-6-4       | 232         | 2C2       | 2C2     | 3/7             | Hudson         |  |  |  |  |
| ooOOOooo                                                            | 4-6-6       | 233         | 2C3       | 2C3     | 3/8             |                |  |  |  |  |
| ooOOOO                                                              | 4-8-0       | 240         | 2D        | 2D      | 4/6             | Twelve-Wheeler |  |  |  |  |
| ooOOOOo                                                             | 4-8-2       | 241         | 2D1       | 2D1     | 4/7             | Mountain       |  |  |  |  |
| ooOOOOoo                                                            | 4-8-4       | 242         | 2D2       | 2D2     | 4/8             | Niagara        |  |  |  |  |
| ooOOOOooo                                                           | 4-8-6       | 243         | 2D3       | 2D3     | 4/9             |                |  |  |  |  |
| ooOOOOO                                                             | 4-10-0      | 250         | 2E        | 2E      | 5/7             | Mastodon       |  |  |  |  |
| ooOOOOOo                                                            | 4-10-2      | 251         | 2E1       | 2E1     | 5/8             |                |  |  |  |  |
| ooOOOOOOo                                                           | 4-12-2      | 261         | 2F1       | 2F1     | 6/9             |                |  |  |  |  |
| ooOOOOOOOoo                                                         | 4-14-4      | 272         | 2G2       | 2G2     | 7/11            | Soviet         |  |  |  |  |
| oooO                                                                | 6-2-0       | 310         | 3A        | 3A      | 1/4             |                |  |  |  |  |
| oooOOOOooo                                                          | 6-8-6       | 343         | 3D3       | 3D3     | 4/10            |                |  |  |  |  |
|                                                                     |             |             |           |         |                 |                |  |  |  |  |
| Locomotivas Duplex                                                  |             |             |           |         |                 |                |  |  |  |  |
|                                                                     |             |             |           |         |                 |                |  |  |  |  |
| ooOO-OOoo                                                           | 4-4-4-4     | 2222        | 2BB2      | 2BB2    | 2/4+2/4         |                |  |  |  |  |
| ooOO-OOOoo                                                          | 4-4-6-4     | 2232        | 2BC2      | 2BC2    | 2/4+3/5         |                |  |  |  |  |
| ooOOO-OOoo                                                          | 4-6-4-4     | 2322        | 2CB2      | 2CB2    | 3/5+2/4         |                |  |  |  |  |
| oooOO-OOooo                                                         | 6-4-4-6     | 3223        | 3BB3      | 3BB3    | 2/5+2/5         |                |  |  |  |  |
|                                                                     |             |             |           |         |                 |                |  |  |  |  |
| Locomotivas Engrenadas                                              |             |             |           |         |                 |                |  |  |  |  |
|                                                                     |             |             |           |         |                 |                |  |  |  |  |
| OO                                                                  | 0-4-0       | 020         | B         | B       | 2/2             |                |  |  |  |  |
| OOo                                                                 | 0-4-2       | 021         | B1        | B1      | 2/3             |                |  |  |  |  |
| OO-OO                                                               | 0-4-4-0     | 0220        | BB        | BB      | 2/2+2/2         |                |  |  |  |  |
| OO-OO-OO                                                            | 0-4-4-4-0   | 02220       | BBB       | BBB     | 2/2+2/2+2/2     |                |  |  |  |  |
| OO-OO-OO-OO                                                         | 0-4-4-4-4-0 | 022220      | BBBB      | BBBB    | 2/2+2/2+2/2+2/2 |                |  |  |  |  |
| ooOO                                                                | 4-4-0       | 220         | 2B        | 2B      | 2/4             |                |  |  |  |  |
|                                                                     |             |             |           |         |                 |                |  |  |  |  |
| Locomotivas Articuladas Simples (exemplos: Mallet e Meyer)          |             |             |           |         |                 |                |  |  |  |  |
|                                                                     |             |             |           |         |                 |                |  |  |  |  |
| OO+OO                                                               | 0-4-4-0     | 020+020     | (B)B      | B+B     | 2/2+2/2         |                |  |  |  |  |
| OO+OOo                                                              | 0-4-4-2     | 020+021     | (B)B1     | B+B1    | 2/2+2/5         |                |  |  |  |  |
| OOO+OOO                                                             | 0-6-6-0     | 030+030     | (C)C      | C+C     | 3/3+3/3         |                |  |  |  |  |
| OOOO+OOOO                                                           | 0-8-8-0     | 040+040     | (D)D      | D+D     | 4/4+4/4         |                |  |  |  |  |
| oOO+OOo                                                             | 2-4-4-2     | 120+021     | (1B)B1    | 1B+B1   | 2/3+2/3         |                |  |  |  |  |
| oOOO+OOO                                                            | 2-6-6-0     | 130+030     | (1C)C     | 1C+C    | 3/4+3/3         | Mallet         |  |  |  |  |
| oOOO+OOOo                                                           | 2-6-6-2     | 130+031     | (1C)C1    | 1C+C1   | 3/4+3/4         | Javanic        |  |  |  |  |
| oOOO+OOOoo                                                          | 2-6-6-4     | 130+032     | (1C)C2    | 1C+C2   | 3/4+3/5         |                |  |  |  |  |
| oOOO+OOOooo                                                         | 2-6-6-6     | 130+033     | (1C)C3    | 1C+C3   | 3/4+3/6         |                |  |  |  |  |
| oOOO+OOOO                                                           | 2-6-8-0     | 130+040     | (1C)D     | 1C+D    | 3/4+4/4         |                |  |  |  |  |
| oOOOO+OOOO                                                          | 2-8-8-0     | 140+040     | (1D)D     | 1D+D    | 4/5+4/4         | Mallet         |  |  |  |  |
| oOOOO+OOOOo                                                         | 2-8-8-2     | 140+041     | (1D)D1    | 1D+D1   | 4/5+4/5         | Mallet         |  |  |  |  |
| oOOOO+OOOOoo                                                        | 2-8-8-4     | 140+042     | (1D)D2    | 1D+D2   | 4/5+4/6         |                |  |  |  |  |
| oOOOO+OOOO+OOOOo                                                    | 2-8-8-8-2   | 140+040+041 | (2D)D(D2) | 1D+D+D1 | 4/5+4/4+4/5     |                |  |  |  |  |
| oOOOO+OOOO+OOOOoo                                                   | 2-8-8-8-4   | 140+040+042 | (2D)D(D4) | 1D+D+D2 | 4/5+4/4+4/6     |                |  |  |  |  |
| ooOOO+OOOo                                                          | 4-6-6-2     | 230+031     | (2C)C1    | 2C+C1   | 3/5+3/4         |                |  |  |  |  |
| ooOOO+OOOoo                                                         | 4-6-6-4     | 230+032     | (2C)C2    | 2C+C2   | 3/5+3/5         | Mallet         |  |  |  |  |
| ooOOOO+OOOOo                                                        | 4-8-8-2     | 240+041     | (2D)D1    | 2D+D1   | 4/6+4/5         |                |  |  |  |  |
| ooOOOO+OOOOoo                                                       | 4-8-8-4     | 240+042     | (2D)D2    | 2D+D2   | 4/6+4/6         | Big Boy        |  |  |  |  |
| oOOOOO+OOOOOo                                                       | 2-10-10-2   | 150+051     | (1E)E1    | 1E+E1   | 5/6+5/6         |                |  |  |  |  |
|                                                                     |             |             |           |         |                 |                |  |  |  |  |
| Locomotivas Articuladas Conjuntas (exemplos: Garratt e Du Bousquet) |             |             |           |         |                 |                |  |  |  |  |
|                                                                     |             |             |           |         |                 |                |  |  |  |  |
| OO+OO                                                               | 0-4-0+0-4-0 | 020+020     | B+B       | B+B     | 2/2+2/2         |                |  |  |  |  |
| OOO+OOO                                                             | 0-6-0+0-6-0 | 030+030     | C+C       | C+C     | 3/3+3/3         |                |  |  |  |  |
| OOOo+oOOO                                                           | 0-6-2+2-6-0 | 031+130     | C1+1C     | C1+1C   | 3/4+3/4         | Du Bousquet    |  |  |  |  |
| oOO+OOo                                                             | 2-4-0+0-4-2 | 120+021     | 1B+B1     | 1B+B1   | 2/3+2/3         |                |  |  |  |  |
| oOOo+oOOo                                                           | 2-4-2+2-4-2 | 121+121     | 1B1+1B1   | 1B1+1B1 | 2/4+2/4         |                |  |  |  |  |
| oOOO+OOOo                                                           | 2-6-0+0-6-2 | 130+031     | 1C+C1     | 1C+C1   | 3/4+3/4         | Challenger     |  |  |  |  |
| oOOOo+oOOOo                                                         | 2-6-2+2-6-2 | 131+131     | 1C1+1C1   | 1C1+1C1 | 3/5+3/5         |                |  |  |  |  |
| oOOOoo+ooOOOo                                                       | 2-6-4+4-6-2 | 132+231     | 1C2+2C1   | 1C2+2C1 | 3/6+3/6         | Garrat         |  |  |  |  |
| oOOOO+OOOOo                                                         | 2-8-0+0-8-2 | 140+041     | 1D+D1     | 1D+D1   | 4/5+4/5         |                |  |  |  |  |
| oOOOOo+oOOOOo                                                       | 2-8-2+2-8-2 | 141+141     | 1D1+1D1   | 1D1+1D1 | 4/6+4/6         |                |  |  |  |  |
| ooOOo+oOOoo                                                         | 4-4-2+2-4-4 | 221+122     | 2B1+1B2   | 2B1+1B2 | 2/5+2/5         |                |  |  |  |  |
| ooOOOo+oOOOoo                                                       | 4-6-2+2-6-4 | 231+132     | 2C1+1C2   | 2C1+1C2 | 3/6+3/6         |                |  |  |  |  |
| ooOOOoo+ooOOOoo                                                     | 4-6-4+4-6-4 | 232+232     | 2C2+2C2   | 2C2+2C2 | 3/7+3/7         |                |  |  |  |  |
| ooOOOO+OOOOoo                                                       | 4-8-0+0-8-4 | 240+042     | 2D+D2     | 2D+D2   | 4/6+4/6         |                |  |  |  |  |
| ooOOOOo+oOOOOoo                                                     | 4-8-2+2-8-4 | 241+142     | 2D1+1D2   | 2D1+1D2 | 4/7+4/7         |                |  |  |  |  |
| ooOOOOoo+ooOOOOoo                                                   | 4-8-4+4-8-4 | 242+242     | 2D2+2D2   | 2D2+2D2 | 4/8+4/8         |                |  |  |  |  |

## As locomotivas elétricas e térmicas

### Princípio
A letra "A" designa um eixo motor único, "B" um truque com dois eixos motores, "C" um truque com três eixos motores, assim por diante, sendo que os eixos guia ou de suporte, quando os há, são designados por um número. Nisso a classificação AAR, a classificação UIC e a variante francesa dessa última estão de acordo. A classificação AAR é a majoritariamente usada no continente americano, com exceção da Argentina e do Chile que aderiram à UIC. No caso do Brasil também encontramos claras inserções UIC quando se fala de locomotivas elétricas e diesel. A mesma mistura de AAR e UIC podem ser observadas em publicações australianas e neozelandesas. De qualquer maneira, as diferenças são poucas. A classificação UIC predomina em toda Europa (com exceção da Suíça), Ásia e África do Norte.
No continente americano, de modo geral, diferenciamos entre a classificação Whyte para as locomotivas a vapor e a classificação AAR para as locomotivas térmicas e elétricas. Nos espaços geográficos adeptos da classificação UIC porém, acabou-se aperfeiçoando aquele sistema de modo que esse pode ser igualmente aplicado a qualquer tipo de locomotiva, automotriz ou trem-unidade. Então vale relembrar para a classificação UIC:
- Número: rodeiros sem tração
- Letra maiúscula: rodeiros com tração conjunta
- Letra maiúscula seguida de o: rodeiros com tração individual cada um
- Sem apóstrofe: indicação dos rodeiros estarem montados no estrado
- Com apóstrofe: indicação dos rodeiros estarem montados em um truque
- Parênteses: indicação de se tratar de uma locomotiva de articulação simples
- Sinal de adição: indicação de se tratar de uma locomotiva de articulação composta

Se a Turquia nem procurou mais aplicar o seu sistema de classificação de locomotivas a vapor às suas locomotivas elétricas e térmicas, de modo que para as locomotivas térmicas e elétricas se adotou a classificação UIC na íntegra, na Suíça não se quer nem saber de UIC ou AAR; ou seja, a classificação suíça de locomotivas a vapor acabou estendendo-se a todas as locomotivas, automotrizes e trens-unidade naquele país. Deve ser por causa dos trens-unidade que, contrariamente ao que se faz nas locos a vapor duplex, engrenadas e articuladas, nas locos elétricas e térmicas o sistema suíço soma apenas as quantidades absolutas de eixos motores e totais de eixos, omitindo o fato da respectiva locomotiva possuir truques ou rodeiros em conjuntos e quantos são. Uma explicação para a Suíça manter seu sistema tradicional de classificação, e mais resumido ainda, pode se encontrar em algumas construções bastante peculiares que continuam circulando por lá. Afinal, quem vai querer codificar uma loco como (1'B1B1')+(1'B1B1') (UIC) ou 1-B1B-1+1-B1B-1 (AAR) se dá para simplesmente dizer 8/14?

## Arranjos de rodeiros AAR
1A-A1
1A-A1 são dois truques ou conjuntos de rodeiro identicos. o truque 1A fica sob a frente da locomotiva e tem um rodeiro sem tração e um de tração. O segundo truque A1 esta sob a traseira e tem um rodeiro de tração e um sem tração.
A1A-2
A1A-2 são dois truques ou conjuntos de rodeiros. O truque A1A fica sob a frente da locomotiva e tem um rodeiro de tração, um rodeiro sem tração e mais um rodeiro com tração. O truque em 2 fica sob a parte traseira da loco e tem dois rodeiros sem tração.
A1A-3
A1A-3 são dois truques ou conjuntos de rodeiros. O truque A1A fica sob a frente da locomotiva e tem um rodeiro com tração, um rodeiro sem tração e mais um rodeiro com tração. O truque em 3 fica sob a parte traseira da loco e tem três rodeiros sem tração.
A1A-A1A
A1A-A1A são dois truques ou conjuntos de rodeiros, cada um com um rodeiro de tração, um rodeiro sem tração e mais um rodeiro com tração. Cada rodeiro de tração é acionado individualmente. A vantagem desse arranjo é prover uma melhor distribuição de peso e com isso reduzir o peso por eixo sobre os trilhos. Um exemplo são as PA-2 da antiga Companhia Paulista de Estradas de Ferro (CPEF).
A1A-B+B
A1A-B+B são três truques ou conjuntos de rodeiros. O primeiro truque tem três rodeiros, sendo que o rodeiro central não tem tração. Um par de truques de dois eixos, cada um com ambos os rodeiros tracionados, é conectado por uma barra de extensão sob a parte traseira da locomotiva.
B
B são dois eixos de tração. Os eixos não são articulados em relação a outras partes da locomotiva. Esse arranjo de rodas é usado somente em locomotivas muito pequenas e às vezes referido como 0-4-0, seu equivalente na classificação Whyte.
B-1
B-1 são dois truques ou conjuntos de rodeiros. O truque B fica sob a frente da locomotiva e possui dois rodeiros com tração. O truque ou rodeiro 1 fica soba a parte traseira da loco e seu rodeiro não tem tração.
B-2
B-2 são dois truques ou conjuntos de rodeiros. O truque B fica sob a frente da locomotiva e possui dois rodeiros com tração. O truque ou rodeiros 2 fica sob a parte traseira da loco e os dois rodeiros não têm tração.
B-A1A
B-A1A são dois truques ou conjuntos de rodeiros. O truque B fica sob a frente da locomotiva e tem dois rodeiros com tração. O truque A1A fica soba a parte traseira da loco e tem um rodeiro com, um sem e mais um com tração.
B-B
B-B são dois truques ou conjuntos de rodeiros, sendo que cada truque possui dois rodeiros com tração. Esta é uma configuração bastante popular para uso em velocidades altas com pesos baixos, como em trens intermodais por exemplo. Exemplos desse arranjo são as EMD G22U da Rumo Logística e as GP9L e GP18 da antiga Estrada de Ferro Araraquarense (EFA).
B-2-B
B-2-B são três truques ou conjuntos de rodeiros. O truque central tem dois rodeiros sem tração, e os respectivos truques em cada extremidade da locomotiva têm dois eixos com tração. Para esse arranjo, a locomotiva precisa ser articulada ou o truque central precisa ser dotado de um jogo lateral significativo.
B-B-B
B-B-B são três truques ou conjuntos de rodeiros. Cada truque apresenta dois rodeiros com tração. Para esse arranjo, a locomotiva precisa ser articulada ou o truque central precisa ser dotado de um jogo lateral significativo.
2-B+B-2
2-B+B-2 são dois conjuntos de eixos em locomotivas articuladas. Em cada conjunto há um truque com dois eixos sem tração e, olhando-se da extremidade ao meio, atrás desse truque há dois eixos de tração. Os dois conjuntos articulados posicionam-se contra suas partes traseiras um do outro e são conectados por uma dobradiça.
B+B-B+B
"B+B-B+B" significa que há quatro truques ou conjuntos de rodeiros idênticos sob a locomotiva. Cada truque possui dois eixos de tração e os pares de truques são conectados através de uma barra de extensão. A EFVM (Estrada de Ferro Vitória a Minas) usa tais locomotivas, como as EMD BB40-2, EMD BB45-2, GE BB36-7 e as GE BB40-8M por exemplo.
B-B+B-B
"B-B+B-B" significa que há quatro truques ou conjuntos de rodeiros idênticos sob a locomotiva. Cada truque possui dois eixos de tração e o par central de truques é conectado através de uma barra de extensão chamada span-bolster. Na maioria das vezes, a locomotiva é articulada por cima dessa barra.
B-B+B-B+B-B
"B-B+B-B+B-B" significa que a locomotiva tem seis truques ou conjuntos de rodeiros idênticos. Cada truque tem dois eixos com tração. No meio, a locomotiva é articulada.
C
"C" significa que há três eixos de tração sob a locomotiva. Os eixos não são articulados em relação a outras partes da locomotiva. Este arranjo de rodas é usado somente em locomotivas muito pequenas e às vezes referido como 0-6-0, seu equivalente na classificação Whyte.
C-C
"C-C" significa que há dois truques ou conjuntos de rodeiros idênticos sob a locomotiva, sendo que cada truque possui três eixos de tração. Esta é uma configuração bastante popular para uso em velocidades baixas com pesos altos como trens de minério, por exemplo. Exemplo são as elétricas Carioquinha da antiga Rede Ferroviária Federal (RFFSA) e as locomotivas EMD SD40-2.
1Co-Co1
1Co-Co1 são dois conjuntos de rodeiros em locomotivas articuladas ou em locomotivas que consistem de duas unidades permanentemente acopladas mas mecanicamente independentes entre si. Cada conjunto é formado por um eixo guia sem tração montado num truque e três eixos com tração montado no estrado da locomotiva. Em cada conjunto os três rodeiros de tração são acionados por motores de tração individuais.
1-C+C-1
"1-C+C-1" significa que há dois conjuntos de eixos articulados sob a locomotiva. Em cada conjunto há um truque com um eixo sem tração e, olhando-se da extremidade ao meio, atrás desse truque há três eixos de tração. Os dois conjuntos articulados posicionam-se contra suas partes traseiras um do outro e são conectados por uma dobradiça.
2-C+C-2
"2-C+C-2" significa que há dois conjuntos de eixos articulados sob a locomotiva. Em cada conjunto há um truque com dois eixos sem tração e, olhando-se da extremidade ao meio, atrás desse truque há três eixos de tração. Os dois conjuntos articulados posicionam-se contra suas partes traseiras um do outro e são conectados por uma dobradiça. As V8 da antiga FEPASA servem de bom exemplo.
2-C1+2-C1-B
"2-C1+2-C1-B" significa que há cinco truques. Um truque possui dois eixos sem tração, o truque seguinte três eixos com e um eixo sem tração; segue mais um truque com dois eixos sem tração e mais um com três eixos com e um eixo sem tração, sendo esse último seguido por mais um truque com dois eixos de tração. Apenas três locomotivas com esse arranjo, as três térmicas (turbo-vapor), foram construídas pela Baldwin para a Chesapeake and Ohio Railway ente 1947 e 1948.
C-C+C-C
"C-C+C-C" significa que há quatro truques ou conjuntos de rodeiros idênticos sob a locomotiva. Cada truque possui três eixos de tração. Este arranjo era usado em locomotivas turbo-gás, sendo que as locomotivas consistiam de dois exemplares acoplados permanentemente em suas partes traseiras.
C+C-C+C
"C+C-C+C" significa que há quatro truques ou conjuntos de rodeiros idênticos sob a locomotiva. Cada truque possui três eixos de tração e os pares de truques são conectados através de uma barra de extensão. Esse arranjo é usado em locomotivas turbo-vapor.
2-D-2
"2-D-2" significa que há três truques ou conjuntos de rodeiros sob a locomotiva. Em cada extremidade há um truque com dois eixos sem tração cada, enquanto o truque central possui quatro eixos com tração.
D-D
"D-D" significa que há dois truques ou conjuntos de rodeiros idênticos sob a locomotiva, sendo que cada truque possui quatro eixos de tração. Esta é uma configuração bastante popular para uso em velocidades baixas com pesos altos como trens de minério, por exemplo. Exemplo são as EMD DDM45 da Estrada de Ferro Vitória a Minas (EFVM).
2-D+D-2
"2-D+D-2" significa que há dois conjuntos de eixos articulados sob a locomotiva. Em cada conjunto há um truque com dois eixos sem tração e, olhando-se da extremidade ao meio, atrás desse truque há quatro eixos de tração. Os dois conjuntos articulados posicionam-se contra suas partes traseiras um do outro e são conectados por uma dobradiça. As GE 2-D+D-2 (Russa) da antiga FEPASA são um bom exemplo.
B-D+D-B
"B-D+D-B" significa que há dois conjuntos de eixos articulados sob a locomotiva. Em cada conjunto há um truque com dois eixos de tração e, olhando-se da extremidade ao meio, atrás desse truque há quatro eixos de tração. Os dois conjuntos articulados posicionam-se contra suas partes traseiras um do outro e são conectados por uma dobradiça.
1B-D+D-B1
"1B-D+D-B1" significa que há dois conjuntos de eixos articulados sob a locomotiva. Em cada conjunto há um truque com um eixo sem tração e dois eixos de tração e, olhando-se da extremidade ao meio, atrás desse truque há quatro eixos de tração. Os dois conjuntos articulados posicionam-se contra suas partes traseiras um do outro e são conectados por uma dobradiça.

## Arranjos de rodeiros UIC
A1A
A1A é um conjunto de três rodeiros montados no estrado da locomotiva, sendo o primeiro de tração, o segundo sem tração e o terceiro com tração. Cada rodeiro de tração é acionado individualmente.
(A1A)(A1A)
(A1A)(A1A) são dois truques com três rodeiros cada, tendo cada truque um rodeiro com tração, um rodeiro sem tração e mais um rodeiro com tração. Cada rodeiro de tração é acionado por um motor individual. A vantagem desse arranjo é proporcionar uma melhor distribuição de peso e com isso reduzir o peso por eixo sobre os trilhos. Um exemplo são as RSC-1 da antiga SPR (São Paulo Railway).
B
B é dois rodeiros de tração montados no estrado da locomotiva e conectados por barras ou engrenagens.
Bo
Bo é dois rodeiros com tração montados no estrado da locomotiva e acionados por motores de tração individuais.
B1
B1 é dois rodeiros de tração e um rodeiro de apóio sob a extremidade traseira, todos montados no estrado da locomotiva.
1'B
1'B é um rodeiro guia montado num truque sob a extremidade dianteira e dois rodeiros de tração montados no estrado da locomotiva.
1B1'
1B1 é um rodeiro guia sem tração e dois rodeiros com tração, todos montados no estrado da locomotiva, e um rodeiro de apóio sem tração montado num truque.
2'B1'
2'B1' é dois rodeiros guia sem tração montados num truque, dois rodeiros com tração montados no estrado da locomotiva e mais um rodeiro de apóio sem tração montado em um truque. Os dois rodeiros com tração são conectados com barras ou engrenagens.
BB
BB são duas duplas de dois rodeiros de tração cada, todos montados no estrado da locomotiva. Cada dupla de rodeiros é conectada por barras ou engrenagens.
B'B'
B'B' são dois truques, tendo cada truque dois rodeiros com tração que são conectados por barras ou engrenagens. Bem 75% de todas as locomotivas modernas no mundo, como também as unidades motrizes de trens auto-motores, são configurados ou com este ou com o arranjo "Bo'Bo'".
Bo'Bo'
Bo'Bo' são dois truques, tendo cada truque dois rodeiros com tração acionados por motores de tração individuais. Bem 75% de todas as locomotivas modernas no mundo, como também as unidades motrizes de trens auto-motores, são configurados ou com este ou com o arranjo "B'B'".
Bo+Bo
Bo+Bo são dois conjuntos de rodeiros Bo em locomotivas articuladas ou em locomotivas que consistem de duas unidades permanentemente acopladas mas mecanicamente independentes entre si. Em cada conjunto os rodeiros são de tração e são acionados por motores de tração individuais.
Bo'(A1A)
Bo'(A1A) são dois truques diferentes. O truque Bo' fica sob uma extremidade da locomotiva e tem dois rodeiros com tração enquanto o truque (A1A) fica sob a outra extremidade da locomotiva e tem um rodeiro com tração, um sem tração e mais um com tração. Todos os rodeiros de tração são acionados por motores individuais de tração.
1'BB1'
1'BB1' são um eixo guia sem tração montado num truque, dois pares de eixos com tração montados no estrado da locomotiva e mais um eixo de apóio sem tração montado num truque. Os rodeiros em cada par de eixos com tração são conectados por barras ou engrenagens.
(1B)(B1)
(1B)(B1) são dois conjuntos de rodeiros, sendo cada conjunto formado por um rodeiro guia sem tração e dois rodeiros com tração conectados por barras ou engrenagens.
(1'B)(B1')
(1'B)(B1') são dois conjuntos de rodeiros, sendo cada conjunto formado por um eixo guia sem tração montado num truque e dois eixos com tração montados no estrado da locomotiva. Os rodeiros com tração são conectados por barras ou engrenagens.
(1'Bo)(Bo1')
(1'Bo)(Bo1') são dois conjuntos de rodeiros, sendo cada conjunto é formado por um eixo guia sem tração montado num truque e dois eixos com tração montados no estrado da locomotiva. Os rodeiros com tração são acionados por motores de tração individuais.
1Bo+Bo1
1Bo+Bo1 são dois conjuntos de rodeiros em locomotivas articuladas ou em locomotivas que consistem de duas unidades permanentemente acopladas mas mecanicamente independentes entre si. Em cada conjunto há um rodeiro guia sem tração e dois rodeiros com tração montados no estrado da locomotiva e acionados por motores de tração individuais.
1'B+B1'
1'Bo+Bo1' são dois conjuntos de rodeiros em locomotivas articuladas ou em locomotivas que consistem de duas unidades permanentemente acopladas mas mecanicamente independentes entre si. Em cada conjunto há um rodeiro guia sem tração montado num truque e dois rodeiros com tração montados no estrado da locomotiva e acionados por motores de tração individuais.
1'Bo+Bo1'
1'Bo+Bo1' são dois conjuntos de rodeiros em locomotivas articuladas ou em locomotivas que consistem de duas unidades permanentemente acopladas mas mecanicamente independentes entre si. Em cada conjunto há um rodeiro guia sem tração montado num truque e dois rodeiros com tração montados no estrado da locomotiva e acionados por motores de tração individuais.
2'B+B1'
2'B+B1' são dois conjuntos de rodeiros em locomotivas articuladas ou em locomotivas que consistem de duas unidades permanentemente acopladas mas mecanicamente independentes entre si. Um conjunto é de dois rodeiros guia sem tração montados num truque e dois rodeiros com tração montados no estrado da locomotiva, e o outro é de um rodeiro guia sem tração montado num truque e dois rodeiros com tração montados no estrado da locomotiva. Cada par de rodeiros com tração é conectado por barras ou engrenagens.
B+B+B
B+B+B são três conjuntos de rodeiros B montados nos estrados de locomotivas articuladas ou de locomotivas que consistem de duas unidades permanentemente acopladas mas mecanicamente independentes e separadas por uma unidade sem controles próprios entre si. Em cada truque os rodeiros são de tração e são conectados por barras ou engrenagens.
Bo'Bo'Bo'
Bo'Bo'Bo' são três conjuntos de rodeiros B montados em truques. Em cada truque os rodeiros são de tração e são acionados por motores de tração individuais.
2'BB2'
2'BB2' são dois rodeiros guia sem tração montados num truque, dois pares de rodeiros com tração montados no estrado da locomotiva e dois rodeiros de apóio sem tração montados num truque. Em cada par de rodeiros com tração, os rodeiros são conectados por barras ou engrenagens.
2'Bo'Bo'2'
2'Bo'Bo'2' são dois rodeiros guia sem tração, dois pares de rodeiros com tração e dois rodeiros de apóio sem tração, sempre montados em truques. Quanto aos rodeiros de tração, em cada truque os rodeiros são acionados por motores de tração individuais.
C
C é três rodeiros de tração montados no estrado da locomotiva e conectados por barras ou engrenagens de tração.
Co
Co é três rodeiros com tração montados no estrado da locomotiva e acionados por motores de tração individuais.
C1'
C1' é três rodeiros de tração montados no estrado e um rodeiro de apóio montado num truque sob uma extremidade da locomotiva.
1C
1C é um rodeiro guia e três rodeiros de tração, todos montados no estrado da locomotiva.
1'C
1'C é um rodeiro guia montado num truque sob a extremidade dianteira e três rodeiros de tração montados no estrado da locomotiva.
1'C1'
1'C1' é um eixo guia sem tração montado num truque, três eixos de tração montados no estrado da locomotiva e mais um eixo de apóio sem tração montado num truque. Os três rodeiros de tração são conectados com barras ou engrenagens.
1'Co1'
1'Co1' é um eixo guia sem tração montado num truque, três eixos com tração montados no estrado da locomotiva e mais um eixo de apóio sem tração montado em um truque. Os três rodeiros com tração são acionados individualmente por motores de tração.
1'C2'
1'C2' é um eixo guia sem tração montado num truque, três eixos de tração montados no estrado da locomotiva e mais dois eixos de apóio sem tração montados num truque. Os três rodeiros de tração são conectados com barras ou engrenagens.
2'C2'
2'C2' é dois eixos guia sem tração montados num truque, três eixos de tração montados no estrado da locomotiva e mais dois eixos de apóio sem tração montados num truque. Os três rodeiros com tração são acionados individualmente por motores de tração.
C'C'
C'C' são dois truques sob a locomotiva. Cada truque tem três rodeiros de tração conectados por barras ou engrenagens.
Co'Co'
Co'Co' são dois truques sob a locomotiva. Cada truque tem três rodeiros de tração acionados por motores individuais de tração.
C+C
C+C são dois conjuntos de rodeiros C montados no estrado de locomotivas articuladas ou de locomotivas que consistam de duas unidades permanentemente acopladas mas mecanicamente independentes entre si. Em cada conjunto os três rodeiros são de tração e são conectados por barras ou engrenagens.
Co+Co
Co+Co são dois conjuntos de rodeiros C montados no estrado de locomotivas articuladas ou de locomotivas que consistem de duas unidades permanentemente acopladas mas mecanicamente independentes entre si. Em cada conjunto os três rodeiros são de tração e são acionados por motores de tração individuais.
(1'C)(C1')
(1'C)(C1') são dois conjuntos de rodeiros, sendo cada conjunto formado por um eixo guia sem tração montado num truque e três eixos com tração montados no estrado da locomotiva. Os rodeiros com tração são conectados por barras ou engrenagens.
1'Co+Co1'
1'Co+Co1' são dois conjuntos de rodeiros em locomotivas articuladas ou em locomotivas que consistem de duas unidades permanentemente acopladas mas mecanicamente independentes entre si. Cada conjunto é formado por um eixo guia sem tração montado num truque e três eixos com tração montado no estrado da locomotiva. Em cada conjunto os três rodeiros de tração são acionados por motores de tração individuais.
2'Co'Co'2'
2'Co'Co'2' são dois rodeiros guia sem tração, dois trios de rodeiros com tração e dois rodeiros de apóio sem tração, sempre montados em truques. Quanto aos rodeiros de tração, em cada truque os rodeiros são acionados por motores de tração individuais.
D
D é quatro rodeiros de tração conectados por barras ou engrenagens. Os eixos são montados no estrado da locomotiva.
1'D1'
1'D1' é um rodeiro guia sem tração montado num truque, quatro rodeiros com tração montados no estrado da locomotiva e mais um rodeiro de apóio sem tração montado num truque. Os quatro rodeiros de tração são conectados por barras ou engrenagens.
1'Do1'
1'Do1' é um rodeiro guia sem tração montado num truque, quatro rodeiros com tração montados no estrado da locomotiva e mais um rodeiro de apóio sem tração montado em um truque. Os quatro rodeiros com tração são acionados por motores de tração individuais.
1'D2'
1'D2' é um rodeiro guia sem tração montado num truque, quatro rodeiro de tração montados no estrado da locomotiva e mais dois rodeiro de apóio sem tração montados num truque. Os quatro rodeiros de tração são conectados por barras ou engrenagens.
2'D1'
2'D1' é dois rodeiros guia sem tração montados num truque, quatro rodeiros com tração montados no estrado da locomotiva e mais um rodeiro de apóio sem tração montado num truque. Os quatro rodeiros de tração são conectados por barras ou engrenagens.
2'Do1'
2'Do1' é dois rodeiros guia sem tração montados num truque, quatro rodeiros com tração montados no estrado da locomotiva e mais um rodeiro de apóio sem tração montado em um truque. Os quatro rodeiros com tração são acionados por motores de tração individuais.
2'Do2'
2'Do2' é dois rodeiros guia sem tração montados num truque, quatro rodeiros com tração montados no estrado da locomotiva e mais dois rodeiros de apóio sem tração montados em um truque. Os quatro rodeiros com tração são acionados por motores de tração individuais.
Do+Do
Do+Do são dois conjuntos de rodeiros Do montados no estrado de locomotivas articuladas ou de locomotivas que consistem de duas unidades permanentemente acopladas mas mecanicamente independentes entre si. Em cada conjunto os quatro rodeiros são de tração e são acionados por motores de tração individuais.

## Arranjos de rodeiros suíços
2/2
"2/2" significa que há dois eixos com tração entre um total de dois eixos.
2/3
"2/3" significa que há dois eixos com tração entre um total de três eixos.
2/4
"2/4" significa que há dois eixos com tração entre um total de quatro eixos.
2/5
"2/5" significa que há dois eixos com tração entre um total de cinco eixos.
3/3
"3/3" significa que há três eixos com tração entre um total de três eixos.
3/4
"3/4" significa que há três eixos com tração entre um total de quatro eixos.
3/5
"3/5" significa que há três eixos com tração entre um total de cinco eixos.
3/6
"3/6" significa que há três eixos com tração entre um total de seis eixos.
4/4
"4/4" significa que há quatro eixos com tração entre um total de quatro eixos.
4/6
"4/6" significa que há quatro eixos com tração entre um total de seis eixos.
4/7
"4/7" significa que há quatro eixos com tração entre um total de sete eixos.
4/8
"4/8" significa que há quatro eixos com tração entre um total de oito eixos.
6/6
"6/6" significa que há seis eixos com tração entre um total de seis eixos.
6/8
"6/8" significa que há seis eixos com tração entre um total de oito eixos.
8/14
"8/14" significa que há oito eixos com tração entre um total de catorze eixos.
8/16
"8/16" significa que há oito eixos com tração entre um total de dezesseis eixos.
12/12
"12/12" significa que há doze eixos com tração entre um total de doze eixos.

## Tabela das locomotivas elétricas e térmicas
Na tabela a seguir, a disposição dos eixos usa os seguintes símbolos:
- O: rodeiro sem tração montado no estrado da locomotiva
- o: rodeiro sem tração montado num truque
- Ó, Ȯ e Ò: rodeiro de tração conjunta montado no estrado da locomotiva
- ó, ȯ e ò: rodeiro de tração conjunta montado num truque
- Ô: rodeiro de tração individual montado no estrado da locomotiva
- ô: rodeiro de tração individual montado num truque
- -: divisória entre truques ou conjuntos de rodeiros montados no estrado da locomotiva
- |: articulação simples
- +: articulação conjunta

| Disposição          | Classificação AAR | Classificação UIC | Classificação UIC, Simplificação Britânica | Classificação UIC, Variação Francesa | Classificação UIC, Variação Sueca | Classificação Suíça |  |
| ------------------- | ----------------- | ----------------- | ------------------------------------------ | ------------------------------------ | --------------------------------- | ------------------- |  |
|                     |                   |                   |                                            |                                      |                                   |                     |  |
| Locomotivas Simples |                   |                   |                                            |                                      |                                   |                     |  |
|                     |                   |                   |                                            |                                      |                                   |                     |  |
| ÔOÔ                 | A1A               | A1A               | A1A                                        |                                      |                                   | 2/3                 |  |
| ôoô-oo              | A1A-2             | (A1A)2'           | A1A-2                                      | A1A'2'                               | (A1A)'2'                          | 2/5                 |  |
| ôoô-ooo             | A1A-3             | (A1A)3'           | A1A-3                                      | A1A'3'                               | (A1A)'3'                          | 2/6                 |  |
| ôoô-ôoô             | A1A-A1A           | (A1A)(A1A)        | A1A-A1A                                    | A1A'A1A'                             | (A1A)'(A1A)'                      | 4/6                 |  |
| oȯ-óò+óò-ȯo         | 1A-B+B-A1         | (1A)B'+B'(A1)     | 1A-B+B-A1                                  | 1A'B'x2                              | (1A)'B'+B'(A1)'                   | 4/6                 |  |
|                     |                   |                   |                                            |                                      |                                   |                     |  |
| ÓÒ                  | B                 | B                 | B                                          |                                      |                                   | 2/2                 |  |
| ÔÔ                  | B                 | Bo                | Bo                                         |                                      |                                   | 2/2                 |  |
| ÓÒ-O                | B1                | B1                | B1                                         |                                      |                                   | 2/3                 |  |
| o-ÓÒ                | 1-B               | 1'B               | 1-B                                        |                                      |                                   | 2/3                 |  |
| O-ÓÒ-o              | 1-B               | 1B1'              | 1-B                                        |                                      |                                   | 2/4                 |  |
| oo-ÓÒ-o             | 2-B-1             | 2'B1'             | 2-B-1                                      |                                      |                                   | 2/5                 |  |
| oo-ÓÒ-oo            | 2-B-2             | 2'B2'             | 2-B-2                                      |                                      |                                   | 2/6                 |  |
|                     |                   |                   |                                            |                                      |                                   |                     |  |
| ÓÒ-ÓÒ               | BB                | BB                | BB                                         |                                      |                                   | 4/4                 |  |
| óò-óò               | B-B               | B'B'              | B-B                                        |                                      |                                   | 4/4                 |  |
| ôô-ôô               | B-B               | Bo'Bo'            | Bo-Bo                                      |                                      |                                   | 4/4                 |  |
| ÔÔ+ÔÔ               | B+B               | Bo+Bo             | Bo+Bo                                      | Box2                                 |                                   | 4/4                 |  |
| ôô-ôoô              | B-A1A             | Bo'(A1A)          | Bo-A1A                                     | Bo'A1A'                              | Bo'(A1A)'                         | 4/5                 |  |
| o-ÓÒ-ÓÒ-o           | 1-B-B-1           | 1'BB1'            | 1-B-B-1                                    |                                      |                                   | 4/6                 |  |
| O-ÓÒlÓÒ-O           | 1B+B1             | (1B)(B1)          | 1B+B1                                      |                                      |                                   | 4/6                 |  |
| o-ÓÒlÓÒ-o           | 1-B+B-1           | (1'B)(B'1)        | 1-B+B-1                                    |                                      |                                   | 4/6                 |  |
| o-ÔÔlÔÔ-o           | 1-B+B-1           | (1'Bo)(Bo'1)      | 1-Bo+Bo-1                                  |                                      |                                   | 4/6                 |  |
| O-ÔÔ+ÔÔ-O           | 1B+B1             | 1Bo+Bo1           | 1Bo+Bo1                                    | 1Box2                                |                                   | 4/6                 |  |
| o-ÓÒ+ÓÒ-o           | 1-B+B-1           | 1'B+B1'           | 1-B+B-1                                    | 1'Bx2                                |                                   | 4/6                 |  |
| o-ÔÔ+ÔÔ-o           | 1-B+B-1           | 1'Bo+Bo1'         | 1-Bo+Bo-1                                  | 1'Bx2                                |                                   | 4/6                 |  |
| oo-ÓÒ-ÓÒ-o          | 2-B-B-1           | 2'BB1'            | 2-B-B-1                                    |                                      |                                   | 4/7                 |  |
| oo-ÓÒ-ÓÒ-oo         | 2-B-B-2           | 2'BB2'            | 2-B-B-2                                    |                                      |                                   | 4/8                 |  |
| oo-ôô-ôô-oo         | 2-B-B-2           | 2'Bo'Bo'2'        | 2-Bo-Bo-2                                  |                                      |                                   | 4/8                 |  |
| ÓÒ+ÓÒ+ÓÒ            | B+B+B             | B+B+B             | B+B+B                                      |                                      |                                   | 6/6                 |  |
| óò-óò+óò-óò         | B-B+B-B           | B'B'+B'B'         | B-B+B-B                                    | B'B'x2                               |                                   | 8/8                 |  |
| ôô-ôô+ôô-ôô         | B-B+B-B           | Bo'Bo'+Bo'Bo'     | Bo-Bo+Bo-Bo                                | Bo'Bo'x2                             |                                   | 8/8                 |  |
|                     |                   |                   |                                            |                                      |                                   |                     |  |
| ÓȮÒ                 | C                 | C                 | C                                          |                                      |                                   | 3/3                 |  |
| ÔÔÔ                 | C                 | Co                | Co                                         |                                      |                                   | 3/3                 |  |
| ÓȮÒ-o               | C-1               | C1'               | C-1                                        |                                      |                                   | 3/4                 |  |
| O-ÓȮÒ               | 1C                | 1C                | 1C                                         |                                      |                                   | 3/4                 |  |
| o-ÓȮÒ               | 1-C               | 1'C               | 1-C                                        |                                      |                                   | 3/4                 |  |
| o-ÓȮÒ-o             | 1-C-1             | 1'C1'             | 1-C-1                                      |                                      |                                   | 3/5                 |  |
| o-ÔÔÔ-o             | 1-C-1             | 1'C1'             | 1-Co-1                                     |                                      |                                   | 3/5                 |  |
| o-ÓȮÒ-oo            | 1-C-2             | 1'C2'             | 1-C-2                                      |                                      |                                   | 3/6                 |  |
| oo-ÓȮÒ-o            | 2-C-1             | 2'C1'             | 2-C-1                                      |                                      |                                   | 3/6                 |  |
| oo-ÓȮÒ-oo           | 2-C-2             | 2'C2'             | 2-C-2                                      |                                      |                                   | 3/7                 |  |
|                     |                   |                   |                                            |                                      |                                   |                     |  |
| óȯò-óȯò             | C-C               | C'C'              | C-C                                        |                                      |                                   | 6/6                 |  |
| ôôô-ôôô             | Co-Co             | Co'Co'            | Co-Co                                      |                                      |                                   | 6/6                 |  |
| ÓȮÒ+ÓȮÒ             | C+C               | C+C               | C+C                                        | Cx2                                  |                                   | 6/6                 |  |
| ÔÔÔ-ÔÔÔ             | C+C               | Co+Co             | Co+Co                                      | Cox2                                 |                                   | 6/6                 |  |
| ÓȮÒ+ÓÒ+ÓȮÒ          | C+B+C             | C+B+C             | C+B+C                                      |                                      |                                   | 6/6                 |  |
| o-óȯò-óȯò-o         | 1-C-C-1           | 1'C'C'1'          | 1-C-C-1                                    |                                      |                                   | 6/8                 |  |
| o-ÓȮÒlÓȮÒ-o         | 1-C+C-1           | (1'C)(C1')        | 1-C+C-1                                    |                                      |                                   | 6/8                 |  |
| o-ÓȮÒ+ÓȮÒ-o         | 1-C+C-1           | 1'C+C1'           | 1-C+C-1                                    | 1'Cx2                                |                                   | 6/8                 |  |
| o-ÔÔÔ-ÔÔÔ-o         | 1-C+C-1           | 1'Co+'            | 1-Co+Co-1                                  | 1'Cox2                               |                                   | 6/8                 |  |
| oo-óȯò-óȯò-oo       | 2-C-C-2           | 2'C'C'2'          | 2-C-C-2                                    |                                      |                                   | 6/10                |  |
| oo-ôôô-ôôô-oo       | 2-C-C-2           | 2'Co'Co'2'        | 2-Co-Co-2                                  |                                      |                                   | 6/10                |  |
| ôôô-ôôô+ôôô-ôôô     | C-C+C-C           | Co'Co'+Co'Co'     | Co-Co+Co-Co                                | Co'Co'x2                             |                                   | 12/12               |  |
|                     |                   |                   |                                            |                                      |                                   |                     |  |
| ÓÓÒÒ                | D                 | D                 | D                                          |                                      |                                   | 4/4                 |  |
| óóòò-óóòò           | D-D               | D'D'              | D-D                                        |                                      |                                   | 8/8                 |  |
| o-ÓÓÒÒ-o            | 1-D-1             | 1'D1'             | 1-D-1                                      |                                      |                                   | 4/6                 |  |
| o-ÔÔÔÔ-o            | 1-D-1             | 1'Do1'            | 1-Do-1                                     |                                      |                                   | 4/6                 |  |
| o-ÓÓÒÒ-oo           | 1-D-2             | 1'D2'             | 1-D-2                                      |                                      |                                   | 4/7                 |  |
| oo-ÓÓÒÒ-o           | 2-D-1             | 2'D1'             | 2-D-1                                      |                                      |                                   | 4/7                 |  |
| oo-ÔÔÔÔ-o           | 2-D-1             | 2'Do1'            | 2-Do-1                                     |                                      |                                   | 4/7                 |  |
| oo-ÔÔÔÔ-oo          | 2-D-2             | 2'Do2'            | 2-Do-2                                     |                                      |                                   | 4/8                 |  |
|                     |                   |                   |                                            |                                      |                                   |                     |  |
| ÓÓÒÒ+ÓÓÒÒ           | D+D               | D+D               | D+D                                        | Dx2                                  |                                   | 8/8                 |  |
| ÔÔÔÔ+ÔÔÔÔ           | D+D               | Do+Do             | Do+Do                                      | Dox2                                 |                                   | 8/8                 |  |
| o-ÓÓÒÒ+ÓÓÒÒ-o       | 1-D+D-1           | 1'D+D1'           | 1-D+D-1                                    | 1'Dx2                                |                                   | 8/10                |  |
| o-ÓÓÒÒ+ÓÓÒÒ+ÓÓÒÒ-o  | 1-D+D+D-1         | 1'D+D+D1'         | 1-D+D+D-1                                  |                                      |                                   | 12/14               |  |